# Nissen (Adelsgeschlecht)

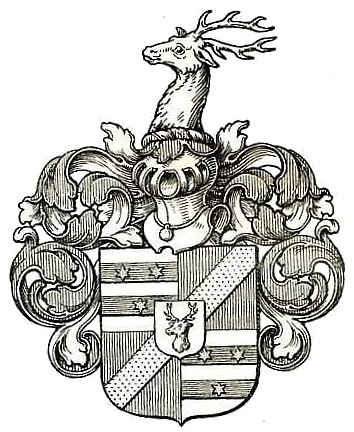
Das Familienwappen der adligen Familie Nissen, die über Jahrzehnte den Hof Oldemorstoft besaß.

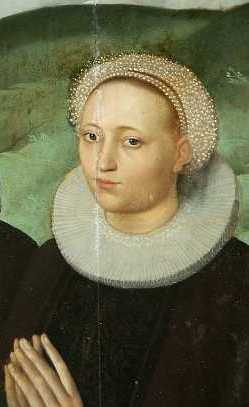
Anna Nissen (1595–1654)

Nissen oder Nissen-Benzon ist ein dänisches Geschlecht aus Sønderjylland, von der ein Zweig 1710 zum Adel erhoben wurde. Das Adelsgeschlecht ist zwischenzeitlich ausgestorben, aber der bürgerliche Zweig lebt noch in Norwegen. Nissen ist ein weit verbreiteter Patronym in Sønderjylland, der nicht zu verwechseln ist mit anderen Familien.

## Adelsgeschlecht
Das Adelsgeschlecht ist auf Henrik Lorentzen (Schack), einen Jäger bei Hartvig Rantzau, zurückzuführen, der 1484 auf dem Hof Oldemorstoft in Bov Sogn königlich verbrieft wurde. Sein Urenkel, der Hardenvogt in Vis Herred, Nis Asmussen († 1625) war Großvater des Kriegskommissars und Landesrichters Nicolaus Nissen (1627–1684) zu Lerbæk und Rugballegård. Dessen Söhne waren der Kanzleirat und Kriegskommissar Nicolaus Nissen (1662–1717) zu Lerbæk und Rugballegård sowie der Etatrat Herman Lorentz Nissen (1661–1717) zu Brantbjerg.
Der Etatrat Herman Lorentz Nissen wurde am 3. November 1710 in den dänischen Adelsstand erhoben. Er war verheiratet mit Ida Sophie Amalie Glud (1672–1703), der Tochter des Bischofs im Bistum Viborg, Søren Glud (1621–1693, ab 1679 adelig), und der Ida Christine Moth, einer Schwester von Sophie Amalie Moth. Ein Sohn war
Ulrik Christian Nissen(-Benzon) zu Skærsø (1691–1756), Gouverneur in Trankebar und ab 1718 Kommandant auf der Dansborg in Ostindien, später Etatrat und Amtmann im Bistum Trondhjem, im Bistum Aarhus und im Kopenhagener Amt (1662–1793), Mitglied im Höchsten Gerichtshof (1744–1756) und 1747 Ritter des Dannebrogorden. Ein anderer Sohn war Christian Siegfried Nissen-Benzon zu Skærsø (1700–1763), ein Generalmajor. Sie nahmen den Namen Benzon (3. Adelslinie von 1679) an, als sie 1754 den Stammsitz Skærsø von ihrer Cousine Sophie Amalia Benzon zu Skærsø erbten. Das Adelsgeschlecht starb wegen fehlender männlicher Nachkommen 1763 mit dem Tod des Generals Nissen-Benzon aus.

## Heute lebendes bürgerliches Geschlecht
Die heute lebende Familie entstammt dem Bruder von Herman Lorentz Nissen, Nicolai Nissen zu Lerbæk und Rugballegård (1664–1717), der ab 1705 während des Großen Nordischen Krieges Kanzleirat und Kriegskommissar in Schonen und Jütland war. Dieser war verheiratet mit Elisabeth Sophie Banner-Høeg (1669–1739), Tochter von Gregers Ulfstand Banner-Høeg zu Vang und von Birgitte Kaas, Tochter von Jørgen Kaas. Von deren Kindern war der Sohn Gregers Høeg Nissen (1709–1773) Vizegouverneur und Bürgerkapitän in der dänischen Kolonie Saint Croix, Lorenz Nissen war Plantagenbesitzer auf Saint Croix, Christian Ditlev Nissen war Schreiber und Kanzleirat und Nicolai (Nicolaus) von Nissen (1682–1772) Infanteriekapitän im Vesterlenske Infanteriregiment in Norwegen. Als Offizier durfte Nicolai von Nissen das Adelsprädikat von tragen. Seine Tochter Andrea Jaspara Nissen (1725–1772) war mit dem Sorenskriver (Richter) in der nördlichen Telemark (Øvre Telemark), Hans Paus (1721–1774), verheiratet. Zu ihren Nachkommen gehören auch der Reeder Nicolai Nissen Paus (1811–1877) und der Präsident des Norwegischen Roten Kreuzes Nikolai Nissen Paus (1877–1956).
Christian Ditlev Nissen war Vater von Hans Nicolai Nissen (1755–1815), Professor juris an der Sorø Akademi, Vizelandesrichter und Etatrat. Dessen Sohn, der Probst Ludvig August Nissen (1799–1848), Gemeindepfarrer in Nysted, war Großvater der beiden Brüder Helge Nissen (1871–1926, Opernsänger) und Niels Frederik Nissen (1869–1935, Ingenieur). Ein anderer Sohn von Hans Nicolai Nissen war der Rechtsanwalt Christian Ditlev Høegh Nissen (1790–1867), der wiederum Vater von Sophus Ferdinand August Nissen (1832–1901) war, ebenfalls ein Rechtsanwalt sowie Wehrleiter und Sparkassendirektor der Kalundborg Laane- og Sparekasse.
Mitglieder des Geschlechts leben in Norwegen, Deutschland und Russland. 